# Partido Comunista de Sri Lanka
El Partido Comunista de Sri Lanka (en Tamil: இலங்கை கம்யூனிஸ்ட் கட்சி) es un partido político comunista de Sri Lanka. En las últimas elecciones formó parte de la coalición Alianza Popular Unida por la Libertad.

## Historia

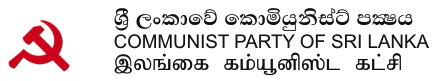
Logo del partido

El partido se fundó en 1943 bajo el nombre de Partido Comunista de Ceilán, siendo la continuación del Partido de los Socialistas Unidos, siendo proscrito por las autoridades coloniales británicas. Inicialmente fue liderado por S.A. Wickremesinghe. 
Edith Gyömrői Ludowyk, que formaba parte del partido trotskista Lanka Sama Samaja (LSSP), junto a Vivienne Goonewardena y muchas otras mujeres del LSSP, participaron en la fundación el Bolshevik Samasamaja Party y el Partido Comunista de Sri Lanka.
En 1952, Doreen Young Wickremasinghe, esposa de S.A. Wickremesinghe, fue elegida parlamantaria. En 1963 formó una coalición política con el Partido Lanka Sama Samaja, llamada Frente DE Izquierda Unida, la cual se disolvió un año después.
A mediados de la década de 1960, el Departamento de Estado de los Estados Unidos estimó que el Partido tenía 1900 miembros aproximadamente.

Actualmente el partido tiene dos representantes en el Parlamento y forma parte de la coalición que gobierna Sri Lanka.

## Organización juvenil
El ala juvenil de Partido Comunista de Sri Lanka es la Federación de Jóvenes Comunistas que es miembro de la Federación Mundial de la Juventud Democrática.

## Publicación
Aththa (Verdad) es el periódico insignia cingalés del Partido Comunista de Sri Lanka, que fue reconocido por su alto nivel de periodismo, editoriales progresistas y prosa cingalesa.
En Inglés el órgano del PCSK era el semanario Adelante.